# 安琪·史東
安琪·史東（英語：Angie Stone，1961年12月18日—2025年3月1日），本名安琪拉·拉薇妮·布朗（英語：Angela Laverne Brown），美國女創作歌手、演員和音樂製作人，出生於南卡羅萊納州哥倫比亞市。史東的音樂被譽為革新了早期靈魂樂的沉靜、學院風格，是新靈魂樂最具影響力的人物之一。
2025年3月1日，史東於阿拉巴馬州蒙哥馬利發生車禍逝世，享壽64歲。

## 簡介
1980年代，史東曾是序列樂團（The Sequence）（美國第一個女子嘻哈樂團）的一員。該樂團在1980年代以〈Funk You Up〉為成名代表作。離開樂團後，史東在Mantronix唱片公司工作，並隨後與薩克斯風手藍尼·克羅維茲組團表演。
在1990年代，史東加入垂直支撐樂團，發行了一張相當廣受歡迎的單曲〈你似乎太忙〉。
1996年，史東與前團員藍尼的兄弟蓋瑞·迪維茲合作，並與查理·摩爾成立了Devox樂團，發行了一張唱片（僅在日本銷售），此唱片中史東也跨刀寫曲。
在迪·安傑羅（D'Angelo）1995年的《紅糖》和2000年的《巫毒》專輯中，史東也參與了作曲的工作，她與迪·安傑羅共有歌曲的版權。
1999年，史東終於發行了自己的單曲唱片，名為《黑色鑽石》，這張由Arista發行的單曲增加了史東的曝光率和知名度，並讓史東拿到了告示牌排行榜潛力新人榜冠軍以及節奏藍調專輯榜第九名。隨後她又在Clive Davis’ J唱片公司發行了《紅木》（2001年）和《史東之愛》（2004年）兩張專輯。這兩張專輯都上了美國告示牌節奏藍調榜第四名。
史東的影響力可從她發行的獨唱單曲中看出，其具有重音節奏和節律唱頌的音樂特色相當明顯，不需依賴合聲來美化全曲，在1999年的單曲〈別再下雨〉可說重現了1973年〈我們兩個都不想第一個說再見〉的靈魂爵士精華（由葛蕾蒂絲·奈特與種子合唱團所唱）。
2002年史東發行的《把你忘記》也重現了1972年O’Jays樂團經典名曲〈Back Stabbers〉的經典。
史東也曾為UPN電視公司的影集《女朋友》唱過片頭主題曲。
史東近期轉向戲劇發展，她參與的戲劇「Issues: We've Got Them All」，已有成功的巡迴演出。另外，史東也與J-Records唱片公司約滿，不再是旗下的歌手。

## 音樂作品

### 專輯
| 年份 | 專輯名稱                                                   | 排行榜 | 排行榜 | 排行榜    |
| 年份 | 專輯名稱                                                   | US     | US R&B | UK Albums |
| ---- | ---------------------------------------------------------- | ------ | ------ | --------- |
| 1999 | 黑色鑽石（Black Diamond）                                  | 46     | 9      | 47        |
| 2001 | 紅木（Mahogany Soul）                                      | 22     | 4      | -         |
| 2004 | 史東之愛（Stone Love）                                     | 14     | 4      | 56        |
| 2005 | 石至名歸醇金選（Stone Hits: The Very Best Of Angie Stone） | -      | 50     | -         |

### EP與單曲
| 年份 | 單曲名稱                                                                                    | 排行榜 | 排行榜 | 排行榜     | 所屬專輯       |
| 年份 | 單曲名稱                                                                                    | US     | US R&B | UK Singles | 所屬專輯       |
| ---- | ------------------------------------------------------------------------------------------- | ------ | ------ | ---------- | -------------- |
| 1999 | 別再下雨（No More Rain）                                                                    | 56     | 9      | -          | 黑色鑽石       |
| 2000 | 生活故事（Life Story）                                                                      | -      | -      | 22         | 黑色鑽石       |
| 2000 | 每天（Everyday）                                                                            | -      | 52     | -          | 黑色鑽石       |
| 2000 | 保持你的憂愁（Keep Your Worries），與Guru的Jazzmatazz合作                                   | -      | 99     | 57         | -              |
| 2001 | 你是我的陽光（U Make My Sun Shine），與王子合唱                                             | -      | -      | -          | -              |
| 2001 | 我的黑人兄弟（Brotha），與艾莉西亞·凱斯、夏娃合作                                           | 52     | 13     | 32         | 紅木           |
| 2002 | 把你忘記（Wish I Didn't Miss You）                                                          | 79     | 31     | 30         | 紅木           |
| 2002 | 不只是女人（More Than A Woman），與卡文·理查森合唱                                          | -      | 63     | -          | 紅木           |
| 2003 | 瓶罐（Bottles & Cans）                                                                      | -      | -      | -          | 紅木           |
| 2003 | 簽名，上印,郵寄(我是你的)（Signed, Sealed, Delivered (I'm Yours)），與Blue、史提夫·汪達合唱 | -      | -      | 11         | 罪惡（Guilty） |
| 2004 | 謝你（I Wanna Thank Ya" ），與史奴比狗狗合唱，美國舞曲榜冠軍                                | -      | 61     | 31         | 史東之愛       |
| 2004 | 留下來（Stay For A While），與安東尼·漢彌頓合唱                                             | -      | 70     | -          | 史東之愛       |
| 2004 | 搬家公司（U-Haul）                                                                          | -      | 68     | -          | 史東之愛       |
| 2005 | 我不是開玩笑 （I Wasn't Kidding）                                                           | -      | -      | -          | 史東精選       |

## 相關網站
- 官方網站
- Angie Stone在Allmusic上的頁面
- 安琪·史東在互联网电影资料库（IMDb）上的資料（英文）